# Cục đúc tiền kim loại Hoa Kỳ
Cục đúc tiền kim loại Hoa Kỳ (United States Mint) là một cơ quan thuộc Bộ Ngân khố Hoa Kỳ. Cơ quan này chủ yếu sản xuất tiền đúc lưu hành đối với Hoa Kỳ để tiến hành mậu dịch và thương mại. Cục này đã được Quốc hội Hoa Kỳ thành lập bằng Đạo luật tiền đúc năm 1792, và ban đầu được đặt trong Bộ Ngoại giao. Theo điều khoản của Đạo luật tiền đúc, tòa nhà của Cục đầu tiên là ở Philadelphia, thủ đô của Hoa Kỳ; nó là tòa nhà đầu tiên của nước Cộng hòa nuôi theo Hiến pháp. Ngày nay, trụ sở chính của Cục là ở Washington DC mà không phải là một cơ sở sản xuất tiền xu. Cục vận hành các cơ sở đúc tiền ở Philadelphia, Denver, San Francisco, West Point, New York và một lưu ký vàng ở Fort Knox, Kentucky. Các phân cục chính thức (Chi nhánh) đã từng nằm ở Carson City, Nevada, Charlotte, North Carolina, Dahlonega, Gruzia, New Orleans, Louisiana, Washington, DC; và thậm chí cả ở Manila, Philippines.